# Giuse Trương Hiến Vượng
Giuse Trương Hiến Vượng (Sinh 1965, tiếng Trung:張憲旺, tiếng Anh:Josheph Zhang Xian-wang) là một giám mục người Trung Quốc của Giáo hội Công giáo Rôma. Ông hiện đang giữ nhiệm vụ Tổng giám mục chính tòa Tổng giáo phận Tế Nam.

## Tiểu sử
Tổng giám mục Vượng sinh vào tháng 1 năm 1965 tại Trung Quốc. Năm 35 tuổi, ngày 8 tháng 12 năm 1990, Phó tế Vượng được thụ phong chức linh mục. Với sự chuẩn y từ Tòa Thánh, ngày 29 tháng 4 năm 2004, lễ tấn phong cho tân giám mục đã được tổ chức. Ông được bổ nhiệm làm Tổng giám mục Phó Tổng giáo phận Tế Nam. Ngày 18 tháng 5 năm 2008, Tổng giám mục James Triệu Tử Bình qua đời, ông đương nhiên kế nhiệm chức vụ Tổng giám mục Tế Nam từ đó.